# Cattedrale di Chichester
La cattedrale di Chichester (cattedrale della Santa Trinità, in inglese Cathedral Church of the Holy Trinity) è la chiesa principale della diocesi anglicana di Chichester, nel West Sussex (Inghilterra). Fu fondata come cattedrale nel 1075, quando la sede vescovile fu trasferita in città da Selsey.
La guglia attuale è una copia di quella disegnata da George Gilbert Scott nel 1860 dopo che l'originale rumase distrutta durante una tempesta nel febbraio 1861; fu completata nel 1866.
L'edificio, definito dallo storico Nikolaus Pevsner come "la più tipica cattedrale inglese", ha tuttavia due aspetti unici: un campanile indipendente e le cinque navate.
La cattedrale, una delle due in Inghilterra (l'altra è quella di Portsmouth) visibile dal mare, è un punto di riferimento sia per i marinai che per quanti si trovano nelle campagne del West Sussex.